# 平屋村
平屋村（ひらやむら）は、京都府北桑田郡にあった村。現在の南丹市美山町中心部の東方にあたる。

## 概要
養蚕、桐製家具、鮎漁、北桑田郡北部の物資集散地として栄えた。村役場や小学校、診療所、保健所、家畜保健所、駐在所、郵便局などは上平屋、銀行は安掛に置かれた。
大正11年、又林電気利用組合が又林村の大丸（おおまる）に堰を設け、美山町地域で最も早く電力を開業供給した。
大正13年には内久保電気利用組合、翌15年には安掛上平屋自家用電気利用組合、明けて昭和2年には平屋共同水力電気利用組合が開業した。

## 地理
- 山岳：ホサビ山
- 河川：由良川

## 歴史
- 1889年（明治22年）4月1日 - 町村制の施行により、深見村・長尾村・又林村・下平屋村・上平屋村・安掛村・野添村・内久保村・荒倉村の区域をもって発足。
- 1955年（昭和30年）4月1日 - 知井村・宮島村・鶴ヶ岡村・大野村と合併して美山町が発足。同日平屋村廃止。

## 交通

### 道路
- 国道162号

## 出身著名人
- 岩井文助 - 岩井商店創業者（岩井勝次郎は娘婿）。
- 磯部清吉 - 元衆議院議員。元首相犬養毅と懇意であった。京都帝国大学卒。
- 伊藤盛夫 - 丸山ワクチンで治療する診療所を運営した医学博士。人生を過疎の診療に賭けた。京都大学大学院卒。
- 中田慶雄 - 日本国際貿易促進協会元理事長、江沢民元国家主席と懇意であった。中国人民大学、復旦大学卒。